# Leprolochus spinifrons
Espèce
Synonymes
- Leprolochus decoratus Chickering, 1957

Leprolochus spinifrons est une espèce d'araignées aranéomorphes de la famille des Zodariidae.

## Distribution
Cette espèce se rencontre du Panama au Venezuela.

## Description
Le mâle décrit par Chickering en 1957 mesure 2,21 mm et la femelle 3,90 mm.

## Systématique et taxinomie
L'espèce Leprolochus decoratus a été placée en synonymie avec Leprolochus spinifrons par Jocqué en 1988.

## Publication originale
- Simon, 1893 : Arachnides. Voyage de M. E. Simon au Venezuela (décembre 1887 - avril 1888). 21e Mémoire. Annales de la Société Entomologique de France, vol. 61, p. 423-462 (texte intégral).